# دانشگاه مانهایم
دانشگاه مانهایم (انگلیسی: University of Mannheim) دانشگاه دولتی آلمانی است، که در سال ۱۹۶۷ در شهر مانهایم تأسیس شد.